# Schoorldammerbrug

Vlotbrug op de kaart begin 19e eeuw

De Schoorldammerbrug is een ophaalbrug over het Noordhollandsch Kanaal tussen Schoorldam en Warmenhuizen.

## Vlot- en draaibrug
De bruggen over genoemd kanaal kregen bij de inrichting van de infrastructuur daaromheen veelal hetzelfde uiterlijk. Er werd gekozen voor eenvoudige oplossingen in de vorm van vlotbruggen. Er waren in die tijd nog beperkingen in de lengte van overspanningen en een drijvende brug bood de oplossing. De brug kon in haar geheel weggehaald worden, mocht dat nodig zijn voor de doorvaart van bijvoorbeeld marineschepen tussen Den Helder en Amsterdam. De vlotbrug werd destijds gezien als het centrum van het kleine dorp Schoorldam dat op beide oevers was gelegen.
Vanwege de aanleg van de Tramlijn Alkmaar - Schagen (Alkmaar-Schoorl-Warmenhuizen-Schagen) moest die vlotbrug vervangen worden. In 1913 kwam er ten noorden van de vlotbrug een draaibrug. De brug was niet langer het middelpunt van het dorp. Het lijntje voor personenvervoer werd in 1947 opgeheven; in 1969 reed ook de laatste goederenwagon over de brug, waarna grote delen van het spoor verdwenen.

## Ophaalbrug

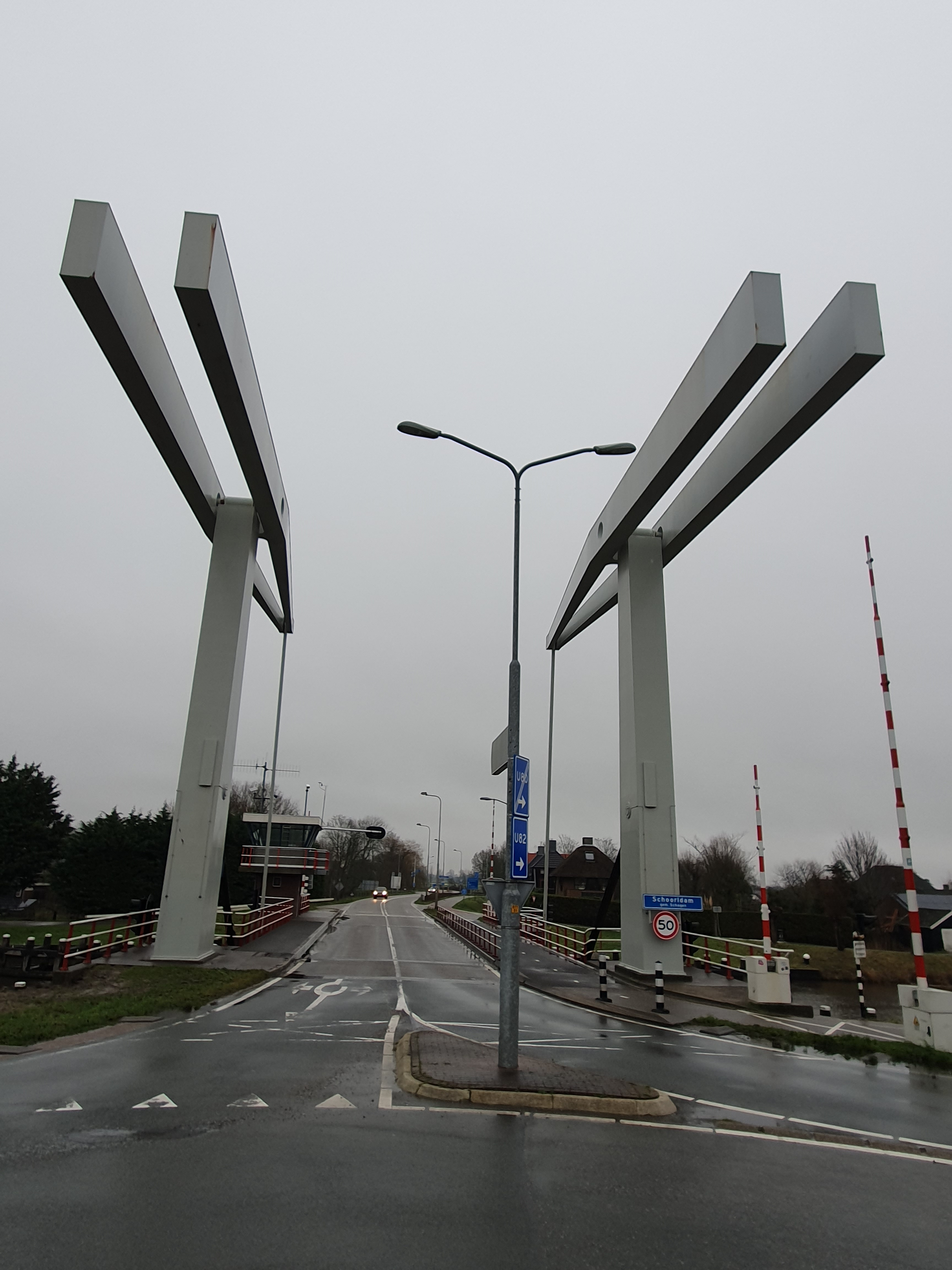
Wasknijper (december 2023)

Voor het toenemend autoverkeer werd het in de jaren zeventig noodzakelijk een nieuwere brug neer te leggen. De oude brug werd in 1976 gesloopt  ten faveure van een ophaalbrug. De oude brug werd versleept/verscheept naar Amsterdam. Voor klein verkeer werd een veer ingesteld. 
Deze ophaalbrug ontworpen door Rijkswaterstaat kreeg een bijzonder uiterlijk. Het rijdek van de brug kreeg een lengte van 19 meter, terwijl de doorvaart “slechts” 15,5 meter bedraagt. Dit komt doordat het val (aan de te openen zijde) rust op een brugpijler, die op de plek van de oude draaipijler werd gezet. Op die brugpijler werd ook het brugwachtershuisje neergezet. Wat het meest opvalt, is dat de uitvoering van de hamei. Deze bestaat hier alleen uit hameistijlen; een poort ontbreekt. Dit had tot gevolg dat er een oplossing gezocht moest worden voor het contragewicht. Dit werd niet als poort gebouwd, maar opgehangen aan de balanspriemen. Door het ontbreken van de poort kwam er geen beperking aan de hoogte van verkeer dat over de brug moet. Ook de balanspriemen zijn afwijkend uitgevoerd. Vanaf de trekstangen splitsen de balanspriemen zich in tweeën waarna ze als een soort wasknijper om de hameistijlen zijn geklemd om te eindigen in een opening. Door die balanspriemen deze vorm te geven vallen die bij opening om de hameistijl, zodat de brug bijna 90 graden geopend kan worden, dus is er ook voor de scheepvaart voor wat betreft hoogte eigenlijk ook geen belemmering.
Oorspronkelijk was het idee dat de brug in 1976 gereed zou zijn. Die termijn werd ondanks dat gebruik werd gemaakt van prefab-elementen niet gehaald. De brug werd pas op 7 april 1977 met een officieuze opening door omwonenden in gebruik genomen.  Ook daarna moesten er nog werkzaamheden aan de brug verricht worden. 
De brug ligt in de Provinciale weg 504. De kruising tussen Westfriesedijk en Kanaalweg was jarenlang een gevaarlijke kruising.
De Schoorldammerbrug ligt in tussen twee gehandhaafde vlotbruggen: Rekervlotbrug en Burgervlotbrug.
Amsterdam kent een brug die Wasknijper heet. De naam verwijst naar de contragewichten in de vorm van een wasknijper.